# Дворяне московские

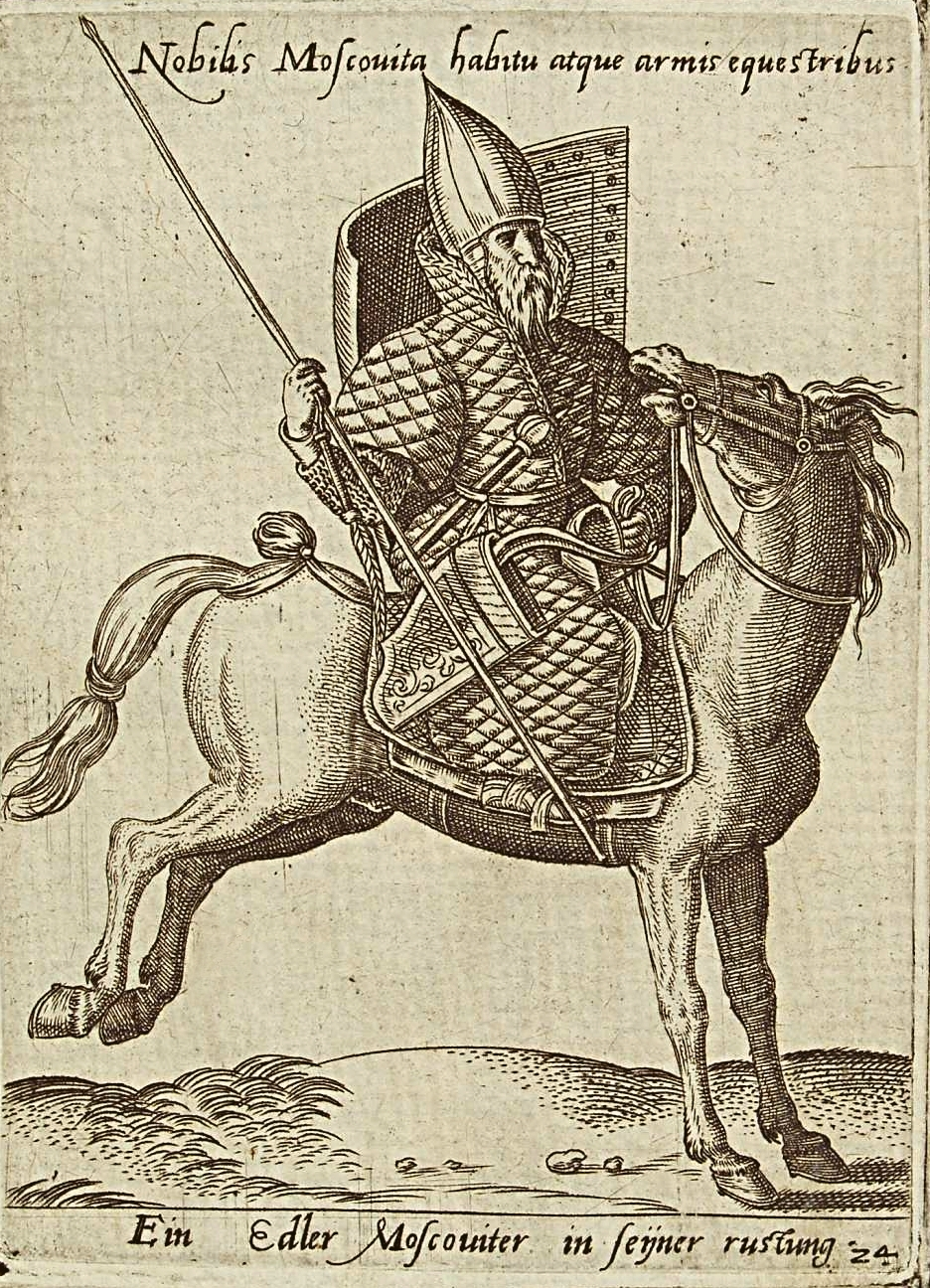
Московский служилый дворянин. Гравюра Авраама де Брейна, XVI век.

Моско́вские (или «больши́е») дворя́не — чины, второй класс служилых людей по отечеству, существовавший в Русском государстве.
Дворяне московские вместе со стольниками, стряпчими и жильцами составляли группу московских служилых людей (чинов служилых московских).

## История
В связи с частыми внезапными нашествиями, заставило московское правительство иметь в постоянной готовности войско по защите Москвы от неприятеля. В связи с этим было выделено из городовых дворян служилые лица, для постоянного проживания в столице, с целью её защиты, а также выполнения поручений государя.  
В 1550 году Иван Грозный наделил поместьями вблизи Москвы тысячу детей боярских и лучших слуг, из них назначались московские дворяне, из которых обыкновенно и назначались высшие чины в государстве.
Жалование на службу производилось Государем. Оформление чина произошло позже прочих дворовых чинов и относится к 70-м годам XVI века. Первоначально, в официальных списках государева двора (Боярские списки), московские дворяне стояли ниже стольников и стряпчих (а в конце XVI века и ниже жильцов). В статусном отношении, вопреки распространённому в историографии мнению, они не были ниже стольников, а тем более стряпчих и жильцов. Подобный распорядок чинов был обусловлен традицией — чины стольников, стряпчих и жильцов, которые составляли личный двор Государя, оформились значительно раньше дворян московских, уже в первой половине XVI века. Реальное соотношение раскрывает "Записка о царском дворе", составленная московскими приказными людьми в начале XVII века. В данном источнике записано: "...при государе на Москве: бояре, окольничие, дворяне думные, дьяки думные..., дворяне большие московские,.... царский двор: стольники, стряпчие, жильцы, дьяки по приказам, подьячие, дворяне из городов именуются выборные, дворовые, дети боярские всех городов". Здесь чин московских дворян, как игравший видную роль в государственном управлении, стоял впереди многих чинов государева двора и особо отделён от этих придворных чинов. Характерно, что именно московские дворяне, а не стольники, в конце XVI — начале XVII века были главным резервом пополнения Боярской думы. Высокий статус и значение проявились в механизме комплектования чина. В отличие от стольников, в состав которых, как правило, зачислялась аристократическая молодёжь, московские дворяне в своей основной массе быль люди зрелого возраста — это требовал характер службы. По этой причине не дворяне московские производились в стольники, а наоборот (встречаются только единичные примеры). Представители наиболее знатных княжеских и дворянских фамилий попадали в московские дворяне из стольников, выходцы второстепенной знати жаловались из стряпчих, реже в данный чин попадали жильцы и выборные городовые дворяне. Попадание представителей рядового уездного дворянства было практически исключено. Большинство московских дворян (76%), в конце XVI — начале XVII века принадлежало к княжеско-боярским аристократическим родам. Данное положение вызывало недовольство уездного дворянства, оказавшимися в значительной мере отстранёнными от государственного управления. Углубление противоречий между ними стало одной из важных причин Смутного времени и массового перехода к самозванцам. В эти времена уездное дворянство активно выступило на арену общерусской политической борьбы и после смутного времени произошло интенсивное выдвижение их представителей при дворе, что в свою очередь вызвало стремительный рост численности московских дворян и в первую очередь за счёт выходцев из новых не родовитых дворянских фамилий. За период с 1604 по 1644 год численность московских дворян увеличилась более чем в 7 раз. Однако, попав в "дворовую элиту", представители новых родов утрачивали связь с прежнем уездным дворянством и стремились закрепиться в новой придворной среде. Проникновение уездного в среду московского дворянства не означало автоматического уравнивания их статуса со служившими в том чине представителей знатных и видных фамилий. В XVII веке служилые люди различных чинов делились на статьи, которые определялись происхождением и прежним чином представителя.  
Важнейшим показателем статуса московского дворянина являлось "видеть государевы очи" в день праздника Пасхи, где в установленной традиции находившиеся в Москве члены государева двора удостаивались чести быть поздравленным лично Государём, что иногда вызывало местнические споры. Наиболее знатные и приближённые удостаивались это делать в личных покоях царя "в комнате", другие могли видеть его "в передней", остальные же "в сенях", и это рассматривалось, как показатель положения у власти. В сохранившихся документах за 1618-1644 года, известны имена 250 московских дворян допущенных "в комнату", более трети (95 или 37,8%) являются представителями старой княжеско-боярской знати, и только (45 или 18%) из допущенных представители новой знати, выходцы из незнатных родов (112 или 45%). При бракосочетании царей в среду московских дворян начинают активно жаловаться сородичи цариц. Реальный статус пожалования московских дворян в XVII веке стал определяться не только местничеством, но и степенью близости к придворным сферам, а не "вытеснении боярства дворянами", как считал В.О. Ключевский.
В этом чине служили всю жизнь (его не лишали даже в случае неспособности к несению службы), если не переходили в думные чины, или, в результате опалы, переводились в выборные дворяне. Известно около 10 случаев по переводу из "московского списка" на службу "с городом", по их челобитью.
Во второй половине XVI века они получали от 500 до 1 000 четвертей земельного оклада и от 20 до 100 рублей денежного.

Московские дворяне были наиболее подвижным государственным московским чином, и в отличие от иных чинов, несших преимущественно придворную службу, они имели более общегосударственных характер: служили воеводами и головами в полках, городах и краях, судьями, участвовали в земельных описаниях, посольствах, верстали новиков на службу и выполняли другие разнообразные государственные функции. По словам Г. К. Котошихина в середине XVII века:
Дворяне Московские; и тех дворян посылают для всяких дел, и по воеводствам, и по посолствам в послех, и для сыскных дел, и на Москве в Приказех у дел, и к служилым людем в началные люди, в полковники и в головы стрелецкие.
Основанная на принципах родства и личных связей система служилых людей Московского государства была непрочной и всё более переставала соответствовать потребностям Нового времени. Во второй половине XVII века, под влиянием целого ряда факторов (бюрократизацией государственного аппарата, кризиса поместной системы, отмены местничества, появление "полков нового строя"), наблюдался кризис и постепенное разрушение системы. В конце XVII века между московским и провинциальным дворянством сохранялись серьёзные социальные различия, доходившие до открытой вражды. Пётр I Алексеевич утвердив "Табель о рангах", сломал старые отношения и создал принципиально новую систему в государстве, в результате чего чин московский дворянин сошёл на нет.
Словосочетание «Дворяне московские» постепенно вышло из употребления в начале XVIII века.

## Количество и состав московских дворян
| Года      | Количество | Роль и состав чина в системе государственной власти России |
| --------- | ---------- | --- |
| 1588-1589 | 166        | Из них комплектовался основной состав командных военных и административных должностей. В значительной степени на них держался аппарат управления страной. Из общего количества: 84 — князья, служившие по особым княжеским спискам, а 82 — другие титулованные и не титулованные феодалы. |
| 1610-1611 | 225        | |
| 1615      | 310        | Всего в период царствования Михаила Фёдоровича (1613-1645) имеются данные о службе в чине московский дворянин 2486 человек, представителей 694 фамилий. Из них лишь 282 человека (11,4%) были выходцами из старой русской родовитой знати, знатные выходцы из иноземцев, главным образом ногайской (28), к новой знати принадлежало (151), выдвинувшихся в правящую среду. Всего на долю старой и новой знати приходилось (462 чел. или 18,6 %), остальные являлись выходцами уездного дворянства, выдвинувшихся в Смутное время. Из 694 фамилий московских дворян в период Михаила Фёдоровича лишь 107 родов (15,4% или 733 человека из 2486 дворян московских 29,5%) выдвинули до Смуты своих представителей. Значительная часть этих родов вовсе не упоминалась до 1605 года. В период с 1613 до 1626 года, в данный чин, прежде слабо связанные с государевым двором, жаловалось смоленское дворянство (37 чел.) и заметно меньше в состав вошло представителей иных городов. Дворянство замосковских городов, ранее составлявших основную базу пополнения, выдвинуло лишь третью часть (119 из 350 чел. пожалованных за это время). В Боярском списке 1626 года из 762 человек, немногим более трети (35,5%) принадлежало к родам имевших ранее своих представителей. В правление Михаила Фёдоровича в данный чин пожаловано: из городовых дворян и детей боярских (350), из жильцов (211), из стольников (78), из стряпчих (37), из дьяков, крещённых иноземцев, голов стрелецких, патриарших стольников (37). После смерти патриарха Филарета в 1633 году, в царские стольники из патриарших переведены (235). За период с 1632 по 1650 год основная масса пожалованных в московские дворяне, это их дети и только из иных чинов пожаловано (15), в конечном счёте возобладал принцип комплектования по происхождению (1059 или 42,6% имели сородичей в стольниках), а не исполнения службы. В большинстве приказов (29 из 50) назначаются судьи из московских дворян. В 22 приказах они являлись первыми (главными) судьями, также в приказах выполняли функции судебных агентов, посыльных, сыщиков и.т.д. Из 48 лиц пожалованных Михаилом Фёдоровичем в высшие думные чины бояр и окольничих, большинство (29 или 60%). было пожаловано из дворян московских и только (19 или 40%) из стольников. |
| 1618      | около 500  | Всего в период царствования Михаила Фёдоровича (1613-1645) имеются данные о службе в чине московский дворянин 2486 человек, представителей 694 фамилий. Из них лишь 282 человека (11,4%) были выходцами из старой русской родовитой знати, знатные выходцы из иноземцев, главным образом ногайской (28), к новой знати принадлежало (151), выдвинувшихся в правящую среду. Всего на долю старой и новой знати приходилось (462 чел. или 18,6 %), остальные являлись выходцами уездного дворянства, выдвинувшихся в Смутное время. Из 694 фамилий московских дворян в период Михаила Фёдоровича лишь 107 родов (15,4% или 733 человека из 2486 дворян московских 29,5%) выдвинули до Смуты своих представителей. Значительная часть этих родов вовсе не упоминалась до 1605 года. В период с 1613 до 1626 года, в данный чин, прежде слабо связанные с государевым двором, жаловалось смоленское дворянство (37 чел.) и заметно меньше в состав вошло представителей иных городов. Дворянство замосковских городов, ранее составлявших основную базу пополнения, выдвинуло лишь третью часть (119 из 350 чел. пожалованных за это время). В Боярском списке 1626 года из 762 человек, немногим более трети (35,5%) принадлежало к родам имевших ранее своих представителей. В правление Михаила Фёдоровича в данный чин пожаловано: из городовых дворян и детей боярских (350), из жильцов (211), из стольников (78), из стряпчих (37), из дьяков, крещённых иноземцев, голов стрелецких, патриарших стольников (37). После смерти патриарха Филарета в 1633 году, в царские стольники из патриарших переведены (235). За период с 1632 по 1650 год основная масса пожалованных в московские дворяне, это их дети и только из иных чинов пожаловано (15), в конечном счёте возобладал принцип комплектования по происхождению (1059 или 42,6% имели сородичей в стольниках), а не исполнения службы. В большинстве приказов (29 из 50) назначаются судьи из московских дворян. В 22 приказах они являлись первыми (главными) судьями, также в приказах выполняли функции судебных агентов, посыльных, сыщиков и.т.д. Из 48 лиц пожалованных Михаилом Фёдоровичем в высшие думные чины бояр и окольничих, большинство (29 или 60%). было пожаловано из дворян московских и только (19 или 40%) из стольников. |
| 1626      | 762        | Всего в период царствования Михаила Фёдоровича (1613-1645) имеются данные о службе в чине московский дворянин 2486 человек, представителей 694 фамилий. Из них лишь 282 человека (11,4%) были выходцами из старой русской родовитой знати, знатные выходцы из иноземцев, главным образом ногайской (28), к новой знати принадлежало (151), выдвинувшихся в правящую среду. Всего на долю старой и новой знати приходилось (462 чел. или 18,6 %), остальные являлись выходцами уездного дворянства, выдвинувшихся в Смутное время. Из 694 фамилий московских дворян в период Михаила Фёдоровича лишь 107 родов (15,4% или 733 человека из 2486 дворян московских 29,5%) выдвинули до Смуты своих представителей. Значительная часть этих родов вовсе не упоминалась до 1605 года. В период с 1613 до 1626 года, в данный чин, прежде слабо связанные с государевым двором, жаловалось смоленское дворянство (37 чел.) и заметно меньше в состав вошло представителей иных городов. Дворянство замосковских городов, ранее составлявших основную базу пополнения, выдвинуло лишь третью часть (119 из 350 чел. пожалованных за это время). В Боярском списке 1626 года из 762 человек, немногим более трети (35,5%) принадлежало к родам имевших ранее своих представителей. В правление Михаила Фёдоровича в данный чин пожаловано: из городовых дворян и детей боярских (350), из жильцов (211), из стольников (78), из стряпчих (37), из дьяков, крещённых иноземцев, голов стрелецких, патриарших стольников (37). После смерти патриарха Филарета в 1633 году, в царские стольники из патриарших переведены (235). За период с 1632 по 1650 год основная масса пожалованных в московские дворяне, это их дети и только из иных чинов пожаловано (15), в конечном счёте возобладал принцип комплектования по происхождению (1059 или 42,6% имели сородичей в стольниках), а не исполнения службы. В большинстве приказов (29 из 50) назначаются судьи из московских дворян. В 22 приказах они являлись первыми (главными) судьями, также в приказах выполняли функции судебных агентов, посыльных, сыщиков и.т.д. Из 48 лиц пожалованных Михаилом Фёдоровичем в высшие думные чины бояр и окольничих, большинство (29 или 60%). было пожаловано из дворян московских и только (19 или 40%) из стольников. |
| 1627/28   | 823        | Всего в период царствования Михаила Фёдоровича (1613-1645) имеются данные о службе в чине московский дворянин 2486 человек, представителей 694 фамилий. Из них лишь 282 человека (11,4%) были выходцами из старой русской родовитой знати, знатные выходцы из иноземцев, главным образом ногайской (28), к новой знати принадлежало (151), выдвинувшихся в правящую среду. Всего на долю старой и новой знати приходилось (462 чел. или 18,6 %), остальные являлись выходцами уездного дворянства, выдвинувшихся в Смутное время. Из 694 фамилий московских дворян в период Михаила Фёдоровича лишь 107 родов (15,4% или 733 человека из 2486 дворян московских 29,5%) выдвинули до Смуты своих представителей. Значительная часть этих родов вовсе не упоминалась до 1605 года. В период с 1613 до 1626 года, в данный чин, прежде слабо связанные с государевым двором, жаловалось смоленское дворянство (37 чел.) и заметно меньше в состав вошло представителей иных городов. Дворянство замосковских городов, ранее составлявших основную базу пополнения, выдвинуло лишь третью часть (119 из 350 чел. пожалованных за это время). В Боярском списке 1626 года из 762 человек, немногим более трети (35,5%) принадлежало к родам имевших ранее своих представителей. В правление Михаила Фёдоровича в данный чин пожаловано: из городовых дворян и детей боярских (350), из жильцов (211), из стольников (78), из стряпчих (37), из дьяков, крещённых иноземцев, голов стрелецких, патриарших стольников (37). После смерти патриарха Филарета в 1633 году, в царские стольники из патриарших переведены (235). За период с 1632 по 1650 год основная масса пожалованных в московские дворяне, это их дети и только из иных чинов пожаловано (15), в конечном счёте возобладал принцип комплектования по происхождению (1059 или 42,6% имели сородичей в стольниках), а не исполнения службы. В большинстве приказов (29 из 50) назначаются судьи из московских дворян. В 22 приказах они являлись первыми (главными) судьями, также в приказах выполняли функции судебных агентов, посыльных, сыщиков и.т.д. Из 48 лиц пожалованных Михаилом Фёдоровичем в высшие думные чины бояр и окольничих, большинство (29 или 60%). было пожаловано из дворян московских и только (19 или 40%) из стольников. |
| 1629      | 839        | Всего в период царствования Михаила Фёдоровича (1613-1645) имеются данные о службе в чине московский дворянин 2486 человек, представителей 694 фамилий. Из них лишь 282 человека (11,4%) были выходцами из старой русской родовитой знати, знатные выходцы из иноземцев, главным образом ногайской (28), к новой знати принадлежало (151), выдвинувшихся в правящую среду. Всего на долю старой и новой знати приходилось (462 чел. или 18,6 %), остальные являлись выходцами уездного дворянства, выдвинувшихся в Смутное время. Из 694 фамилий московских дворян в период Михаила Фёдоровича лишь 107 родов (15,4% или 733 человека из 2486 дворян московских 29,5%) выдвинули до Смуты своих представителей. Значительная часть этих родов вовсе не упоминалась до 1605 года. В период с 1613 до 1626 года, в данный чин, прежде слабо связанные с государевым двором, жаловалось смоленское дворянство (37 чел.) и заметно меньше в состав вошло представителей иных городов. Дворянство замосковских городов, ранее составлявших основную базу пополнения, выдвинуло лишь третью часть (119 из 350 чел. пожалованных за это время). В Боярском списке 1626 года из 762 человек, немногим более трети (35,5%) принадлежало к родам имевших ранее своих представителей. В правление Михаила Фёдоровича в данный чин пожаловано: из городовых дворян и детей боярских (350), из жильцов (211), из стольников (78), из стряпчих (37), из дьяков, крещённых иноземцев, голов стрелецких, патриарших стольников (37). После смерти патриарха Филарета в 1633 году, в царские стольники из патриарших переведены (235). За период с 1632 по 1650 год основная масса пожалованных в московские дворяне, это их дети и только из иных чинов пожаловано (15), в конечном счёте возобладал принцип комплектования по происхождению (1059 или 42,6% имели сородичей в стольниках), а не исполнения службы. В большинстве приказов (29 из 50) назначаются судьи из московских дворян. В 22 приказах они являлись первыми (главными) судьями, также в приказах выполняли функции судебных агентов, посыльных, сыщиков и.т.д. Из 48 лиц пожалованных Михаилом Фёдоровичем в высшие думные чины бояр и окольничих, большинство (29 или 60%). было пожаловано из дворян московских и только (19 или 40%) из стольников. |
| 1630      | 945        | Всего в период царствования Михаила Фёдоровича (1613-1645) имеются данные о службе в чине московский дворянин 2486 человек, представителей 694 фамилий. Из них лишь 282 человека (11,4%) были выходцами из старой русской родовитой знати, знатные выходцы из иноземцев, главным образом ногайской (28), к новой знати принадлежало (151), выдвинувшихся в правящую среду. Всего на долю старой и новой знати приходилось (462 чел. или 18,6 %), остальные являлись выходцами уездного дворянства, выдвинувшихся в Смутное время. Из 694 фамилий московских дворян в период Михаила Фёдоровича лишь 107 родов (15,4% или 733 человека из 2486 дворян московских 29,5%) выдвинули до Смуты своих представителей. Значительная часть этих родов вовсе не упоминалась до 1605 года. В период с 1613 до 1626 года, в данный чин, прежде слабо связанные с государевым двором, жаловалось смоленское дворянство (37 чел.) и заметно меньше в состав вошло представителей иных городов. Дворянство замосковских городов, ранее составлявших основную базу пополнения, выдвинуло лишь третью часть (119 из 350 чел. пожалованных за это время). В Боярском списке 1626 года из 762 человек, немногим более трети (35,5%) принадлежало к родам имевших ранее своих представителей. В правление Михаила Фёдоровича в данный чин пожаловано: из городовых дворян и детей боярских (350), из жильцов (211), из стольников (78), из стряпчих (37), из дьяков, крещённых иноземцев, голов стрелецких, патриарших стольников (37). После смерти патриарха Филарета в 1633 году, в царские стольники из патриарших переведены (235). За период с 1632 по 1650 год основная масса пожалованных в московские дворяне, это их дети и только из иных чинов пожаловано (15), в конечном счёте возобладал принцип комплектования по происхождению (1059 или 42,6% имели сородичей в стольниках), а не исполнения службы. В большинстве приказов (29 из 50) назначаются судьи из московских дворян. В 22 приказах они являлись первыми (главными) судьями, также в приказах выполняли функции судебных агентов, посыльных, сыщиков и.т.д. Из 48 лиц пожалованных Михаилом Фёдоровичем в высшие думные чины бояр и окольничих, большинство (29 или 60%). было пожаловано из дворян московских и только (19 или 40%) из стольников. |
| 1631      | 968        | Всего в период царствования Михаила Фёдоровича (1613-1645) имеются данные о службе в чине московский дворянин 2486 человек, представителей 694 фамилий. Из них лишь 282 человека (11,4%) были выходцами из старой русской родовитой знати, знатные выходцы из иноземцев, главным образом ногайской (28), к новой знати принадлежало (151), выдвинувшихся в правящую среду. Всего на долю старой и новой знати приходилось (462 чел. или 18,6 %), остальные являлись выходцами уездного дворянства, выдвинувшихся в Смутное время. Из 694 фамилий московских дворян в период Михаила Фёдоровича лишь 107 родов (15,4% или 733 человека из 2486 дворян московских 29,5%) выдвинули до Смуты своих представителей. Значительная часть этих родов вовсе не упоминалась до 1605 года. В период с 1613 до 1626 года, в данный чин, прежде слабо связанные с государевым двором, жаловалось смоленское дворянство (37 чел.) и заметно меньше в состав вошло представителей иных городов. Дворянство замосковских городов, ранее составлявших основную базу пополнения, выдвинуло лишь третью часть (119 из 350 чел. пожалованных за это время). В Боярском списке 1626 года из 762 человек, немногим более трети (35,5%) принадлежало к родам имевших ранее своих представителей. В правление Михаила Фёдоровича в данный чин пожаловано: из городовых дворян и детей боярских (350), из жильцов (211), из стольников (78), из стряпчих (37), из дьяков, крещённых иноземцев, голов стрелецких, патриарших стольников (37). После смерти патриарха Филарета в 1633 году, в царские стольники из патриарших переведены (235). За период с 1632 по 1650 год основная масса пожалованных в московские дворяне, это их дети и только из иных чинов пожаловано (15), в конечном счёте возобладал принцип комплектования по происхождению (1059 или 42,6% имели сородичей в стольниках), а не исполнения службы. В большинстве приказов (29 из 50) назначаются судьи из московских дворян. В 22 приказах они являлись первыми (главными) судьями, также в приказах выполняли функции судебных агентов, посыльных, сыщиков и.т.д. Из 48 лиц пожалованных Михаилом Фёдоровичем в высшие думные чины бояр и окольничих, большинство (29 или 60%). было пожаловано из дворян московских и только (19 или 40%) из стольников. |
| 1632      | 1006       | Всего в период царствования Михаила Фёдоровича (1613-1645) имеются данные о службе в чине московский дворянин 2486 человек, представителей 694 фамилий. Из них лишь 282 человека (11,4%) были выходцами из старой русской родовитой знати, знатные выходцы из иноземцев, главным образом ногайской (28), к новой знати принадлежало (151), выдвинувшихся в правящую среду. Всего на долю старой и новой знати приходилось (462 чел. или 18,6 %), остальные являлись выходцами уездного дворянства, выдвинувшихся в Смутное время. Из 694 фамилий московских дворян в период Михаила Фёдоровича лишь 107 родов (15,4% или 733 человека из 2486 дворян московских 29,5%) выдвинули до Смуты своих представителей. Значительная часть этих родов вовсе не упоминалась до 1605 года. В период с 1613 до 1626 года, в данный чин, прежде слабо связанные с государевым двором, жаловалось смоленское дворянство (37 чел.) и заметно меньше в состав вошло представителей иных городов. Дворянство замосковских городов, ранее составлявших основную базу пополнения, выдвинуло лишь третью часть (119 из 350 чел. пожалованных за это время). В Боярском списке 1626 года из 762 человек, немногим более трети (35,5%) принадлежало к родам имевших ранее своих представителей. В правление Михаила Фёдоровича в данный чин пожаловано: из городовых дворян и детей боярских (350), из жильцов (211), из стольников (78), из стряпчих (37), из дьяков, крещённых иноземцев, голов стрелецких, патриарших стольников (37). После смерти патриарха Филарета в 1633 году, в царские стольники из патриарших переведены (235). За период с 1632 по 1650 год основная масса пожалованных в московские дворяне, это их дети и только из иных чинов пожаловано (15), в конечном счёте возобладал принцип комплектования по происхождению (1059 или 42,6% имели сородичей в стольниках), а не исполнения службы. В большинстве приказов (29 из 50) назначаются судьи из московских дворян. В 22 приказах они являлись первыми (главными) судьями, также в приказах выполняли функции судебных агентов, посыльных, сыщиков и.т.д. Из 48 лиц пожалованных Михаилом Фёдоровичем в высшие думные чины бояр и окольничих, большинство (29 или 60%). было пожаловано из дворян московских и только (19 или 40%) из стольников. |
| 1638      | 1284       | Всего в период царствования Михаила Фёдоровича (1613-1645) имеются данные о службе в чине московский дворянин 2486 человек, представителей 694 фамилий. Из них лишь 282 человека (11,4%) были выходцами из старой русской родовитой знати, знатные выходцы из иноземцев, главным образом ногайской (28), к новой знати принадлежало (151), выдвинувшихся в правящую среду. Всего на долю старой и новой знати приходилось (462 чел. или 18,6 %), остальные являлись выходцами уездного дворянства, выдвинувшихся в Смутное время. Из 694 фамилий московских дворян в период Михаила Фёдоровича лишь 107 родов (15,4% или 733 человека из 2486 дворян московских 29,5%) выдвинули до Смуты своих представителей. Значительная часть этих родов вовсе не упоминалась до 1605 года. В период с 1613 до 1626 года, в данный чин, прежде слабо связанные с государевым двором, жаловалось смоленское дворянство (37 чел.) и заметно меньше в состав вошло представителей иных городов. Дворянство замосковских городов, ранее составлявших основную базу пополнения, выдвинуло лишь третью часть (119 из 350 чел. пожалованных за это время). В Боярском списке 1626 года из 762 человек, немногим более трети (35,5%) принадлежало к родам имевших ранее своих представителей. В правление Михаила Фёдоровича в данный чин пожаловано: из городовых дворян и детей боярских (350), из жильцов (211), из стольников (78), из стряпчих (37), из дьяков, крещённых иноземцев, голов стрелецких, патриарших стольников (37). После смерти патриарха Филарета в 1633 году, в царские стольники из патриарших переведены (235). За период с 1632 по 1650 год основная масса пожалованных в московские дворяне, это их дети и только из иных чинов пожаловано (15), в конечном счёте возобладал принцип комплектования по происхождению (1059 или 42,6% имели сородичей в стольниках), а не исполнения службы. В большинстве приказов (29 из 50) назначаются судьи из московских дворян. В 22 приказах они являлись первыми (главными) судьями, также в приказах выполняли функции судебных агентов, посыльных, сыщиков и.т.д. Из 48 лиц пожалованных Михаилом Фёдоровичем в высшие думные чины бояр и окольничих, большинство (29 или 60%). было пожаловано из дворян московских и только (19 или 40%) из стольников. |
| 1639      | 1216       | Всего в период царствования Михаила Фёдоровича (1613-1645) имеются данные о службе в чине московский дворянин 2486 человек, представителей 694 фамилий. Из них лишь 282 человека (11,4%) были выходцами из старой русской родовитой знати, знатные выходцы из иноземцев, главным образом ногайской (28), к новой знати принадлежало (151), выдвинувшихся в правящую среду. Всего на долю старой и новой знати приходилось (462 чел. или 18,6 %), остальные являлись выходцами уездного дворянства, выдвинувшихся в Смутное время. Из 694 фамилий московских дворян в период Михаила Фёдоровича лишь 107 родов (15,4% или 733 человека из 2486 дворян московских 29,5%) выдвинули до Смуты своих представителей. Значительная часть этих родов вовсе не упоминалась до 1605 года. В период с 1613 до 1626 года, в данный чин, прежде слабо связанные с государевым двором, жаловалось смоленское дворянство (37 чел.) и заметно меньше в состав вошло представителей иных городов. Дворянство замосковских городов, ранее составлявших основную базу пополнения, выдвинуло лишь третью часть (119 из 350 чел. пожалованных за это время). В Боярском списке 1626 года из 762 человек, немногим более трети (35,5%) принадлежало к родам имевших ранее своих представителей. В правление Михаила Фёдоровича в данный чин пожаловано: из городовых дворян и детей боярских (350), из жильцов (211), из стольников (78), из стряпчих (37), из дьяков, крещённых иноземцев, голов стрелецких, патриарших стольников (37). После смерти патриарха Филарета в 1633 году, в царские стольники из патриарших переведены (235). За период с 1632 по 1650 год основная масса пожалованных в московские дворяне, это их дети и только из иных чинов пожаловано (15), в конечном счёте возобладал принцип комплектования по происхождению (1059 или 42,6% имели сородичей в стольниках), а не исполнения службы. В большинстве приказов (29 из 50) назначаются судьи из московских дворян. В 22 приказах они являлись первыми (главными) судьями, также в приказах выполняли функции судебных агентов, посыльных, сыщиков и.т.д. Из 48 лиц пожалованных Михаилом Фёдоровичем в высшие думные чины бояр и окольничих, большинство (29 или 60%). было пожаловано из дворян московских и только (19 или 40%) из стольников. |
| 1640      | 1423       | Всего в период царствования Михаила Фёдоровича (1613-1645) имеются данные о службе в чине московский дворянин 2486 человек, представителей 694 фамилий. Из них лишь 282 человека (11,4%) были выходцами из старой русской родовитой знати, знатные выходцы из иноземцев, главным образом ногайской (28), к новой знати принадлежало (151), выдвинувшихся в правящую среду. Всего на долю старой и новой знати приходилось (462 чел. или 18,6 %), остальные являлись выходцами уездного дворянства, выдвинувшихся в Смутное время. Из 694 фамилий московских дворян в период Михаила Фёдоровича лишь 107 родов (15,4% или 733 человека из 2486 дворян московских 29,5%) выдвинули до Смуты своих представителей. Значительная часть этих родов вовсе не упоминалась до 1605 года. В период с 1613 до 1626 года, в данный чин, прежде слабо связанные с государевым двором, жаловалось смоленское дворянство (37 чел.) и заметно меньше в состав вошло представителей иных городов. Дворянство замосковских городов, ранее составлявших основную базу пополнения, выдвинуло лишь третью часть (119 из 350 чел. пожалованных за это время). В Боярском списке 1626 года из 762 человек, немногим более трети (35,5%) принадлежало к родам имевших ранее своих представителей. В правление Михаила Фёдоровича в данный чин пожаловано: из городовых дворян и детей боярских (350), из жильцов (211), из стольников (78), из стряпчих (37), из дьяков, крещённых иноземцев, голов стрелецких, патриарших стольников (37). После смерти патриарха Филарета в 1633 году, в царские стольники из патриарших переведены (235). За период с 1632 по 1650 год основная масса пожалованных в московские дворяне, это их дети и только из иных чинов пожаловано (15), в конечном счёте возобладал принцип комплектования по происхождению (1059 или 42,6% имели сородичей в стольниках), а не исполнения службы. В большинстве приказов (29 из 50) назначаются судьи из московских дворян. В 22 приказах они являлись первыми (главными) судьями, также в приказах выполняли функции судебных агентов, посыльных, сыщиков и.т.д. Из 48 лиц пожалованных Михаилом Фёдоровичем в высшие думные чины бояр и окольничих, большинство (29 или 60%). было пожаловано из дворян московских и только (19 или 40%) из стольников. |
| 1642      | 1220       | Всего в период царствования Михаила Фёдоровича (1613-1645) имеются данные о службе в чине московский дворянин 2486 человек, представителей 694 фамилий. Из них лишь 282 человека (11,4%) были выходцами из старой русской родовитой знати, знатные выходцы из иноземцев, главным образом ногайской (28), к новой знати принадлежало (151), выдвинувшихся в правящую среду. Всего на долю старой и новой знати приходилось (462 чел. или 18,6 %), остальные являлись выходцами уездного дворянства, выдвинувшихся в Смутное время. Из 694 фамилий московских дворян в период Михаила Фёдоровича лишь 107 родов (15,4% или 733 человека из 2486 дворян московских 29,5%) выдвинули до Смуты своих представителей. Значительная часть этих родов вовсе не упоминалась до 1605 года. В период с 1613 до 1626 года, в данный чин, прежде слабо связанные с государевым двором, жаловалось смоленское дворянство (37 чел.) и заметно меньше в состав вошло представителей иных городов. Дворянство замосковских городов, ранее составлявших основную базу пополнения, выдвинуло лишь третью часть (119 из 350 чел. пожалованных за это время). В Боярском списке 1626 года из 762 человек, немногим более трети (35,5%) принадлежало к родам имевших ранее своих представителей. В правление Михаила Фёдоровича в данный чин пожаловано: из городовых дворян и детей боярских (350), из жильцов (211), из стольников (78), из стряпчих (37), из дьяков, крещённых иноземцев, голов стрелецких, патриарших стольников (37). После смерти патриарха Филарета в 1633 году, в царские стольники из патриарших переведены (235). За период с 1632 по 1650 год основная масса пожалованных в московские дворяне, это их дети и только из иных чинов пожаловано (15), в конечном счёте возобладал принцип комплектования по происхождению (1059 или 42,6% имели сородичей в стольниках), а не исполнения службы. В большинстве приказов (29 из 50) назначаются судьи из московских дворян. В 22 приказах они являлись первыми (главными) судьями, также в приказах выполняли функции судебных агентов, посыльных, сыщиков и.т.д. Из 48 лиц пожалованных Михаилом Фёдоровичем в высшие думные чины бояр и окольничих, большинство (29 или 60%). было пожаловано из дворян московских и только (19 или 40%) из стольников. |
| 1644      | 1432       | Всего в период царствования Михаила Фёдоровича (1613-1645) имеются данные о службе в чине московский дворянин 2486 человек, представителей 694 фамилий. Из них лишь 282 человека (11,4%) были выходцами из старой русской родовитой знати, знатные выходцы из иноземцев, главным образом ногайской (28), к новой знати принадлежало (151), выдвинувшихся в правящую среду. Всего на долю старой и новой знати приходилось (462 чел. или 18,6 %), остальные являлись выходцами уездного дворянства, выдвинувшихся в Смутное время. Из 694 фамилий московских дворян в период Михаила Фёдоровича лишь 107 родов (15,4% или 733 человека из 2486 дворян московских 29,5%) выдвинули до Смуты своих представителей. Значительная часть этих родов вовсе не упоминалась до 1605 года. В период с 1613 до 1626 года, в данный чин, прежде слабо связанные с государевым двором, жаловалось смоленское дворянство (37 чел.) и заметно меньше в состав вошло представителей иных городов. Дворянство замосковских городов, ранее составлявших основную базу пополнения, выдвинуло лишь третью часть (119 из 350 чел. пожалованных за это время). В Боярском списке 1626 года из 762 человек, немногим более трети (35,5%) принадлежало к родам имевших ранее своих представителей. В правление Михаила Фёдоровича в данный чин пожаловано: из городовых дворян и детей боярских (350), из жильцов (211), из стольников (78), из стряпчих (37), из дьяков, крещённых иноземцев, голов стрелецких, патриарших стольников (37). После смерти патриарха Филарета в 1633 году, в царские стольники из патриарших переведены (235). За период с 1632 по 1650 год основная масса пожалованных в московские дворяне, это их дети и только из иных чинов пожаловано (15), в конечном счёте возобладал принцип комплектования по происхождению (1059 или 42,6% имели сородичей в стольниках), а не исполнения службы. В большинстве приказов (29 из 50) назначаются судьи из московских дворян. В 22 приказах они являлись первыми (главными) судьями, также в приказах выполняли функции судебных агентов, посыльных, сыщиков и.т.д. Из 48 лиц пожалованных Михаилом Фёдоровичем в высшие думные чины бояр и окольничих, большинство (29 или 60%). было пожаловано из дворян московских и только (19 или 40%) из стольников. |
| 1650      | 1431       | В царствование Алексея Михайловича: только 337 человек (23,5%) являлись представителями новых фамилий, ранее не служивших в московских дворянах, из них 74 человека (21,9%) принадлежали к иноземным родам. |
| 1706      | 1182       | В том числе в полковой службе, «в отставных» и «в посылках». |